# Брури
Брури (англ. Bruree; ирл. Brú Rí) — деревня в Ирландии, находится в графстве Лимерик (провинция Манстер).

## Демография
Население — 321 человек (по переписи 2006 года). В 2002 году население составляло 299 человек.
Данные переписи 2006 года:
| Общие демографические показатели |               |                               |                               |      |      |
| Всё население                    | Всё население | Изменения населения 2002—2006 | Изменения населения 2002—2006 | 2006 | 2006 |
| 2002                             | 2006          | чел.                          | %                             | муж. | жен. |
| 299                              | 321           | 22                            | 7,4                           | 165  | 156  |

## Известные уроженцы
Родом из Брури происходила мать ирландского революционера, 3-го президента Ирландской республики Имона Де Валеры Кэтрин  Колл, эмигрировавшая в США в 1879 году.